# Коробовка (Брянская область)
Коробовка — деревня в Жуковском районе Брянской области, в составе Гришинослободского сельского поселения. 
 Расположена в 4 км к западу от деревни Петуховка. Население — 14 человек (2010).

## История
Возникла в начале XX века (первоначальное название — посёлок № 13). До 1954 года в Ходиловичском сельсовете, в 1954—1958 в Гришинослободском, в 1958—2005 в Олсуфьевском сельсовете.
| Годы      | 1926 | 1979 | 1989 | 2002 | 2010 |
| --------- | ---- | ---- | ---- | ---- | ---- |
| Население | 130  | 42   | 63   | 25   | 14   |